# Nawaf Al-Ahmad Al-Jaber Al-Sabah
Nawaf Al-Ahmad Al-Jaber Al-Sabah (em árabe: الشيخ نواف الأحمد الجابر الصباح Nawaf al-Ahmad al-Jābir as-Sabāh, Cidade do Kuwait, 25 de junho de 1937 – 16 de dezembro de 2023) foi o Emir do Kuwait e comandante das Forças Armadas do Kuwait de 30 de setembro de 2020 até sua morte em 16 de dezembro de 2023. Ele subiu ao trono após a morte de seu meio-irmão, Sabah Al-Ahmad Al-Jaber Al-Sabah, em 29 de setembro de 2020. Nawaf foi nomeado Príncipe da Coroa em 7 de fevereiro de 2006.

## Início de vida e educação
Sheikh Nawaf Al-Ahmed Al-Jaber Al-Sabah nasceu em 25 de junho de 1937. Ele foi filho do décimo governante do Kuwait, Sheikh Ahmad Al-Jaber Al-Sabah. Ele estudou em diferentes escolas no Kuwait.

## Carreira
O Sheik Nawaf foi um dos membros mais antigos da Casa de Sabah e tem servido no Kuwait por mais de 58 anos em várias responsabilidades. Aos 25 anos, foi nomeado governador de Hawalli em 21 de fevereiro de 1962 e ocupou o cargo até 19 de março de 1978. Em 1978, ele assumiu o cargo de Ministro do Interior e ocupou este cargo até 26 de janeiro de 1988, quando foi nomeado Ministro da Defesa. Após a libertação do Kuwait, o Sheik Nawaf foi nomeado ministro interino do trabalho e dos assuntos sociais em 20 de abril de 1991 e ocupou o cargo até 17 de outubro de 1992.
Em 16 de outubro de 1994, o Sheik Nawaf foi nomeado vice-chefe da Guarda Nacional do Kuwait e ocupou esse cargo até 2003. No mesmo ano, o Sheik Nawaf reassumiu o cargo de ministro do interior até que um Decreto Amiri foi emitido em 16 de outubro de 2003, designando-o como primeiro diretor dos primeiros-ministros do Kuwait e ministro do Interior. O Sheik Nawaf desempenhou um papel vital no apoio a programas de apoio à unidade nacional entre o Conselho de Cooperação para os Estados Árabes do Golfo e os países árabes.

### Emir do Kuwait
Com a ascensão do Sheik Sabah Al-Ahmad Al-Jaber Al-Sabah à liderança do Kuwait em 29 de janeiro de 2006, um Decreto Amiri foi emitido em 7 de fevereiro de 2006 designando oficialmente o Sheikh Nawaf como Príncipe da Coroa. Isso era contrário à tradição da família Al-Sabah, de acordo com o qual os cargos do Emir e do Príncipe da Coroa devem se alternar entre a ramificação das famílias Al-Jaber e Al-Salem.
O Sheikh Sabah morreu em 29 de setembro de 2020 e Nawaf foi anunciado como o Emir do Kuwait durante uma reunião da Assembleia Nacional.

## Vida pessoal e morte
O Sheik Nawaf casou-se com Sharifa Sulaiman Al-Jasem Al-Ghanim, filha de Sulaiman Al-Jasem Al-Ghanim. Eles têm quatro filhos e uma filha.
Nawaf morreu no dia 16 de dezembro de 2023, aos 86 anos.

## Títulos, honras e prêmios
- Espanha:
  -  Cavaleiro Grã-Cruz da Ordem do Mérito Civil (23 de maio de 2008)[21]
- Argentina:
  -  Cavaleiro Grã-Cruz da Ordem do Libertador General San Martín (1 de agosto de 2011)[22]